# Emanuela Menuzzo
Emanuela Menuzzo (nascida em 1 de agosto de 1956) é uma ex-ciclista italiana. Competiu pela Itália na prova de estrada nos Jogos Olímpicos de Los Angeles 1984.